# Diplotemnus balcanicus
Espèce
Synonymes
- Chelifer balcanicus Redikorzev, 1928
- Diplotemnus insolitus Chamberlin, 1933
- Chelifer persicus Redikorzev, 1934
- Chelifer soderbomi Schenkel, 1937
- Diplotemnus ophthalmicus Redikorzev, 1949
- Diplotemnus pomerantzevi Redikorzev, 1949
- Miratemnus piger sinensis Schenkel, 1953
- Diplotemnus afghanicus Beier, 1959
- Diplotemnus lindbergi Beier, 1960
- Diplotemnus vachoni Dumitresco & Orghidan, 1969
- Diplotemnus beieri Vachon, 1970
- Rhacochelifer iranicus Beier, 1971
- Diplotemnus milleri Krumpál, 1983
- Diplotemnus turanicus Krumpál, 1983

Diplotemnus balcanicus est une espèce de pseudoscorpions de la famille des Atemnidae.

## Distribution
Cette espèce se rencontre en Bulgarie, en Roumanie, en Slovaquie, en Hongrie, en Espagne aux îles Canaries, en Algérie, au Tchad, au Soudan, en Turquie, en Azerbaïdjan, en Iran, au Turkménistan, en Ouzbékistan, au Kazakhstan, au Kirghizistan, au Tadjikistan, en Afghanistan, en Inde, en Chine et en Mongolie,.

## Description
Les mâles mesurent de 5,97 à 6,18 mm.

## Systématique et taxinomie
Cette espèce a été décrite sous le protonyme Chelifer balcanicus par Redikorzev en 1928. Elle est placée dans le genre Rhacochelifer par Beier en 1932 puis dans le genre Diplotemnus par Novák et Harvey en 2015.
Diplotemnus insolitus, Chelifer persicus, Chelifer soderbomi, Diplotemnus ophthalmicus, Diplotemnus pomerantzevi, Miratemnus piger sinensis, Diplotemnus afghanicus , Diplotemnus lindbergi, Diplotemnus vachoni, Diplotemnus beieri, Rhacochelifer iranicus, Diplotemnus milleri et Diplotemnus turanicus ont été placées en synonymie par Novák et Harvey en 2015.

## Étymologie
Son nom d'espèce lui a été donné en référence au lieu de sa découverte, les Balkans.

## Publication originale
- Redikorzev, 1928 : « Beiträge zur Kenntnis der Pseudoscorpionenfauna Bulgariens. » Mitteilungen aus dem Königlichen Naturwissenschaftlichen Institut in Sofia, vol. 1, p. 118-141.